# Cheryl Studer

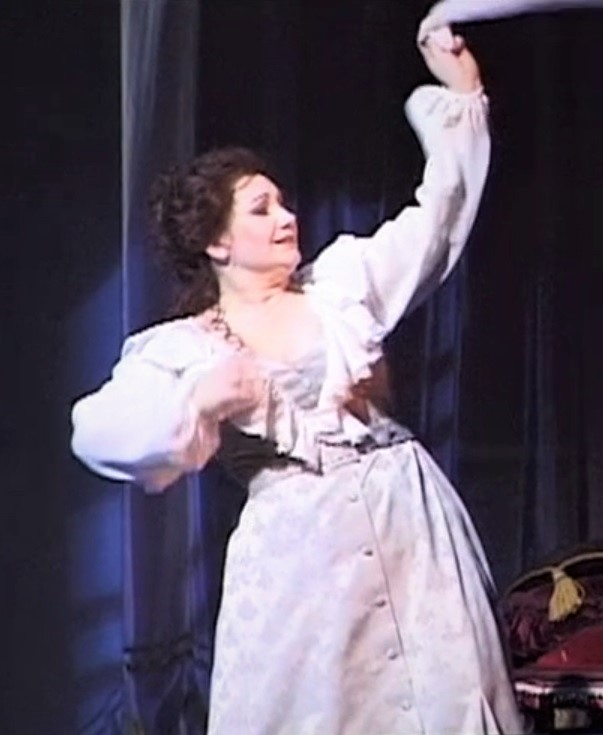
Cheryl Studer na Ópera da Baviera.

Cheryl Studer (Midland, Michigan, 24 de outubro de 1955) é uma soprano lírico-dramático estadounidense .
Recebeu o Prémio Internacional Terras sem Sombra 2011 (Música),  em Santiago do Cacém, no dia 7 de maio de 2011 . 